# Antiguo Ayuntamiento de Torún
El Antiguo Ayuntamiento de Torún (en polaco: Ratusz Staromiejski w Toruniu) es un edificio de arquitectura gótica situado en la parte antigua de Torún, una ciudad polaca de origen medieval cuyo casco histórico ha sido declarado en 1997 Patrimonio de la Humanidad de la Unesco. La ciudad es una de las dos capitales del voivodato de Cuyavia y Pomerania. La casa consistorial es uno de los edificios de ladrillo más grandes de su clase y época de Europa y sirvió durante siglos como centro administrativo y comercial, desarrollándose en las inmediaciones numerosas ferias, ceremonias de homenaje, torneos de caballeros e incluso ejecuciones públicas.

## Historia

Ubicación en el mapa del casco antiguo.

El edificio original fue erigido a principios del siglo XIII en estilo gótico y en él se desarrollaban funciones administrativas y comerciales. Durante el siglo XIV, se añadió otro edificio de 43,7 x 52,4 m, al entonces edificio existente de 109 x 104 m. Su torre, construida durante casi un siglo, tenía en origen 23 m altura, y luego fue recrecida y coronada con una aguja puntiaguda hasta alcanzar los 40 m, la altura que aún mantiene. La edificación tenía dos plantas con un amplio patio, siguiendo el modelo de los mejores ejemplos de la arquitectura de Flandes. Cada día su interior se llenaba de una multitud de vendedores ambulantes, mercaderes, comerciantes, concejales y carteristas. La torre albergaba un tesoro, el archivo de la ciudad y una prisión, y el sótano fue utilizado como fábrica de cerveza y bodegas de vino. En la planta baja había tiendas de telas, puestos de pan, decenas de pequeños puestos de venta y una sala de audiencias, mientras que el primer piso alojaba la sala de reuniones del consejo de la ciudad y el Gran Salón, que se utilizaba con frecuencia como sala de recepción de los reyes polacos. (Juan Alberto I, uno de los reyes, falleció en el Ayuntamiento en 1501 de muerte prematura.)
En 1602-1603 el Ayuntamiento se sometió a una reforma a fondo en estilo manierista, recreciéndose varias plantas más y disponiendo cantería decorativa, como las torretas de esquina en piedra arenisca y las hermosas jambas de las ventanas. El arquitecto flamenco Anthonis van Obbergen, autor de la reconstrucción, conservó el carácter gótico del edificio a pesar de las modificaciones del interior, completamente remodelado y decorado.
El acontecimiento más trágico en la historia de la casa consistorial fue el gran incendio que estalló en 1703 como consecuencia de los bombardeos por el ejército sueco que sitió a la ciudad. El fuego destruyó completamente las cubiertas y todos los interiores por encima de la planta baja. Sin embargo, las paredes de ladrillo se mantuvieron, lo que permitió la ulterior reconstrucción llevadas a cabo en el siglo XVIII. La torre perdió su cubierta de estaño, que no ha sido reconstruida.
Hasta mediados del siglo XX, el Ayuntamiento fue la sede de las autoridades municipales. Desde la Segunda Guerra Mundial, el edificio alberga un museo regional (Muzeum Okregowego), y en su interior se pueden admirar muebles históricos y aprender acerca de las funciones de las salas particulares, así como ver  exposiciones de arte gótico, de artesanía local y pinturas polacas del siglo XIX y XX.
Subir a la torre del ayuntamiento también permite disfrutar de la vista de la ciudad histórica y del río Vístula, que fluye a lo largo de sus muros.

## Galería de imágenes

Vistas exteriores
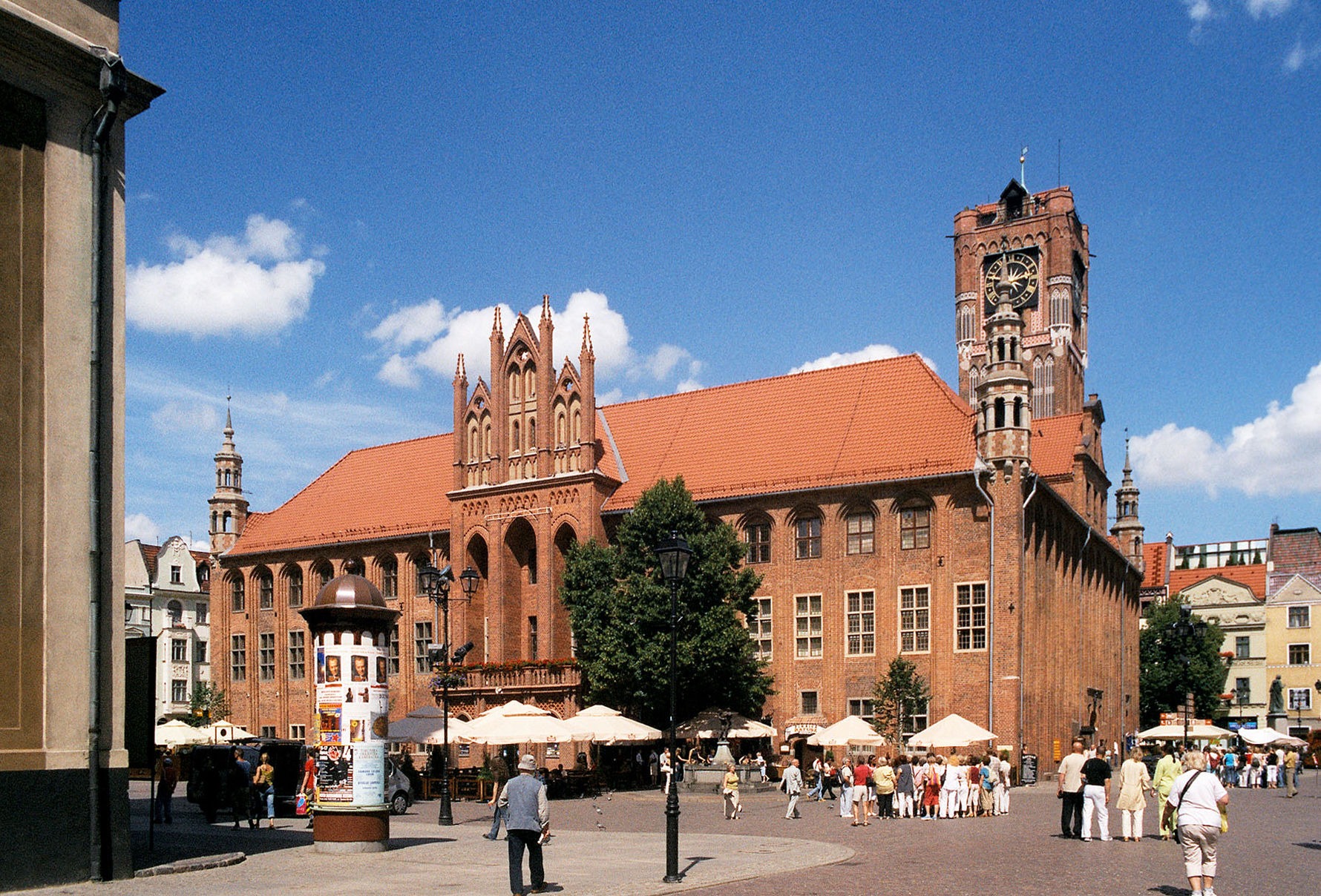
Fachada desde el norte.
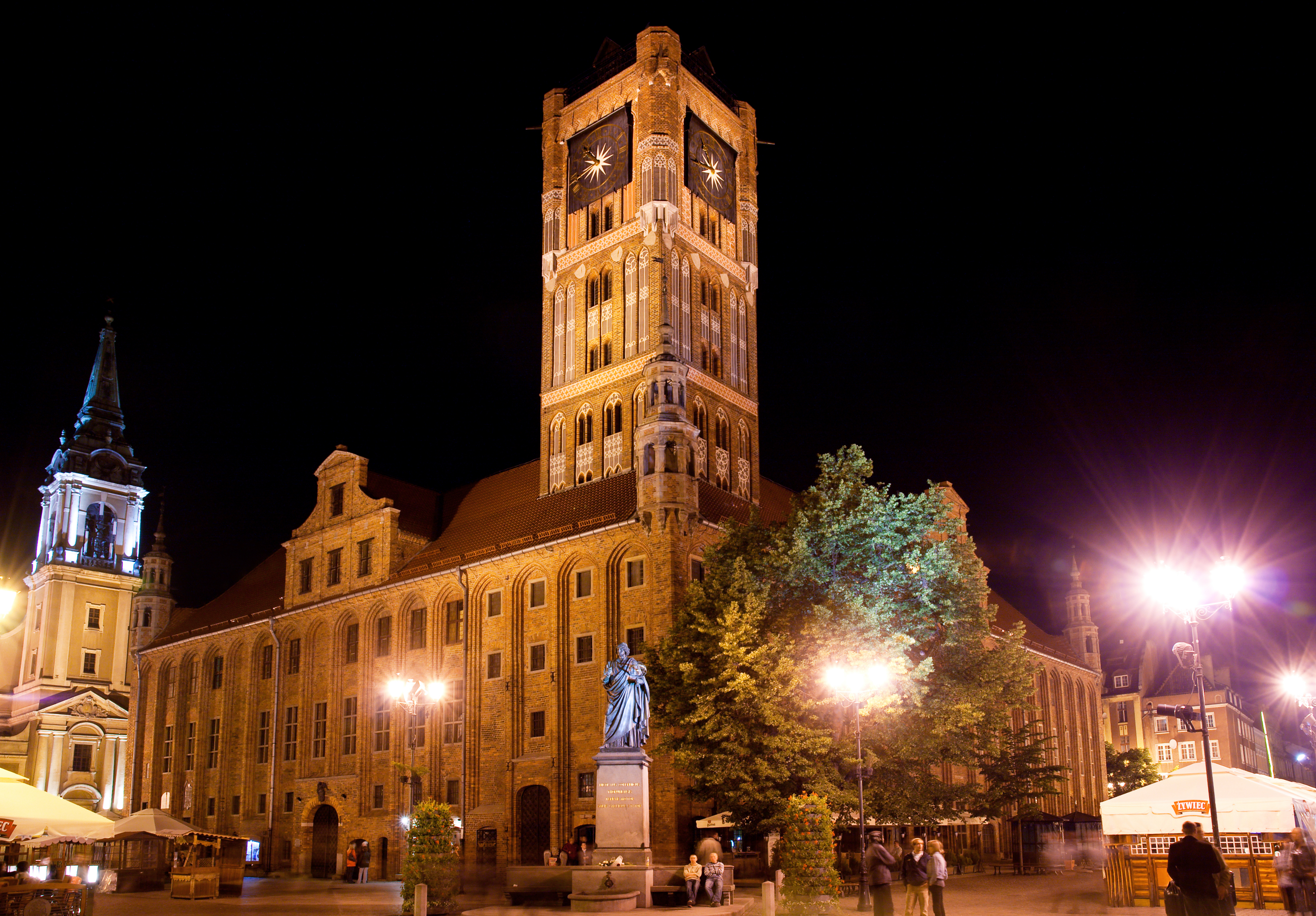
Vista nocturna.
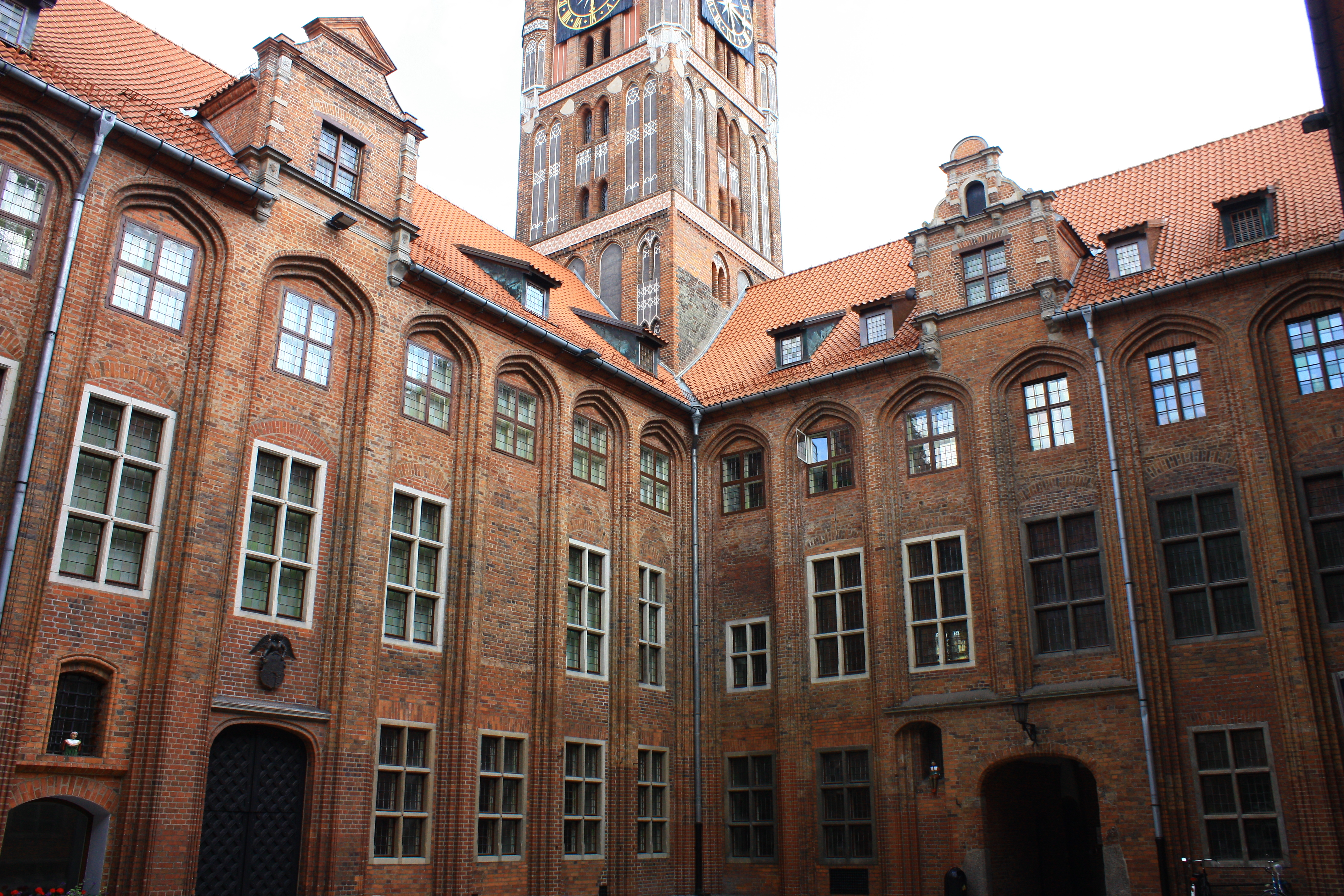
Patio interior.
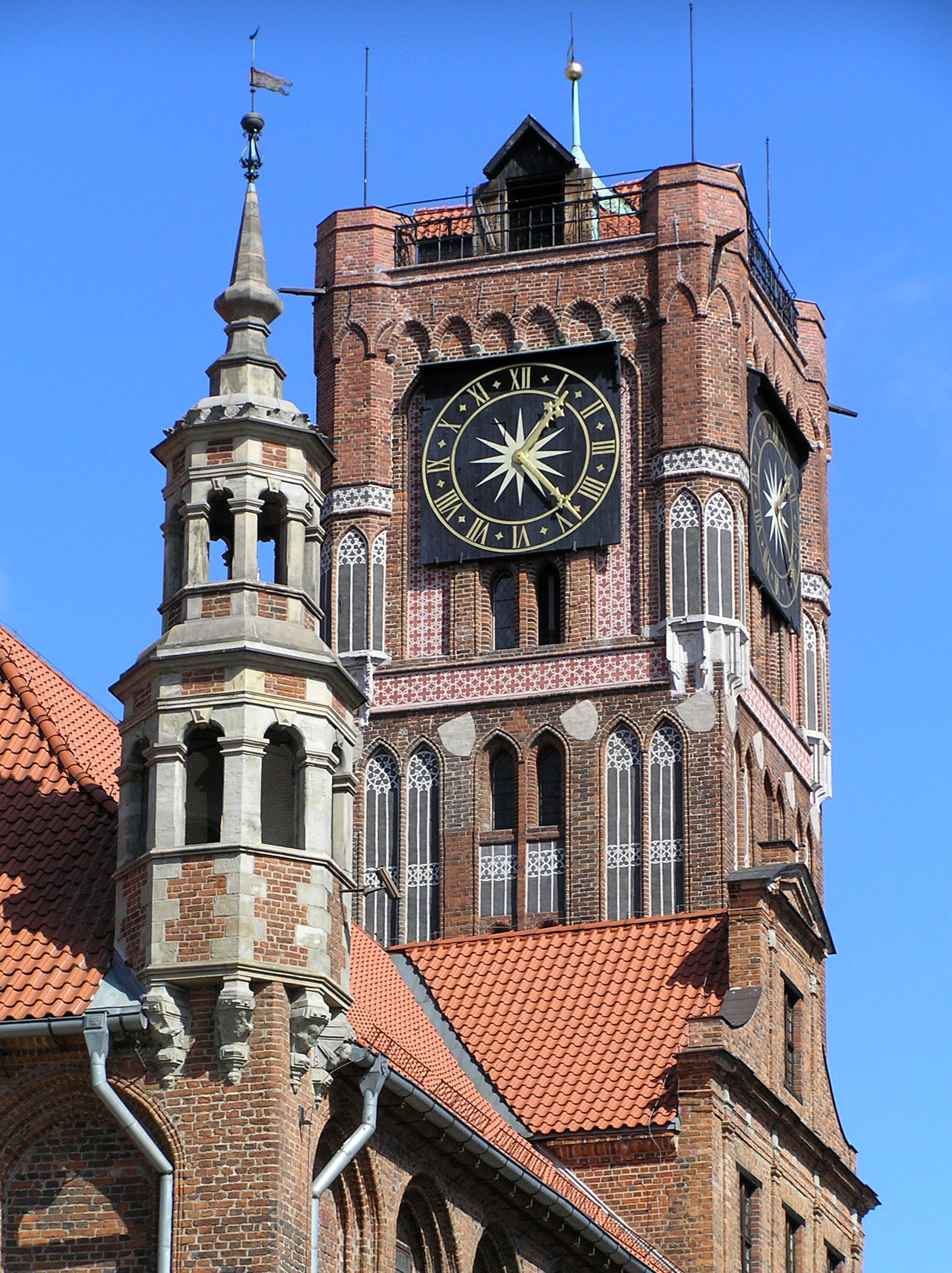
Detalle de la torre.
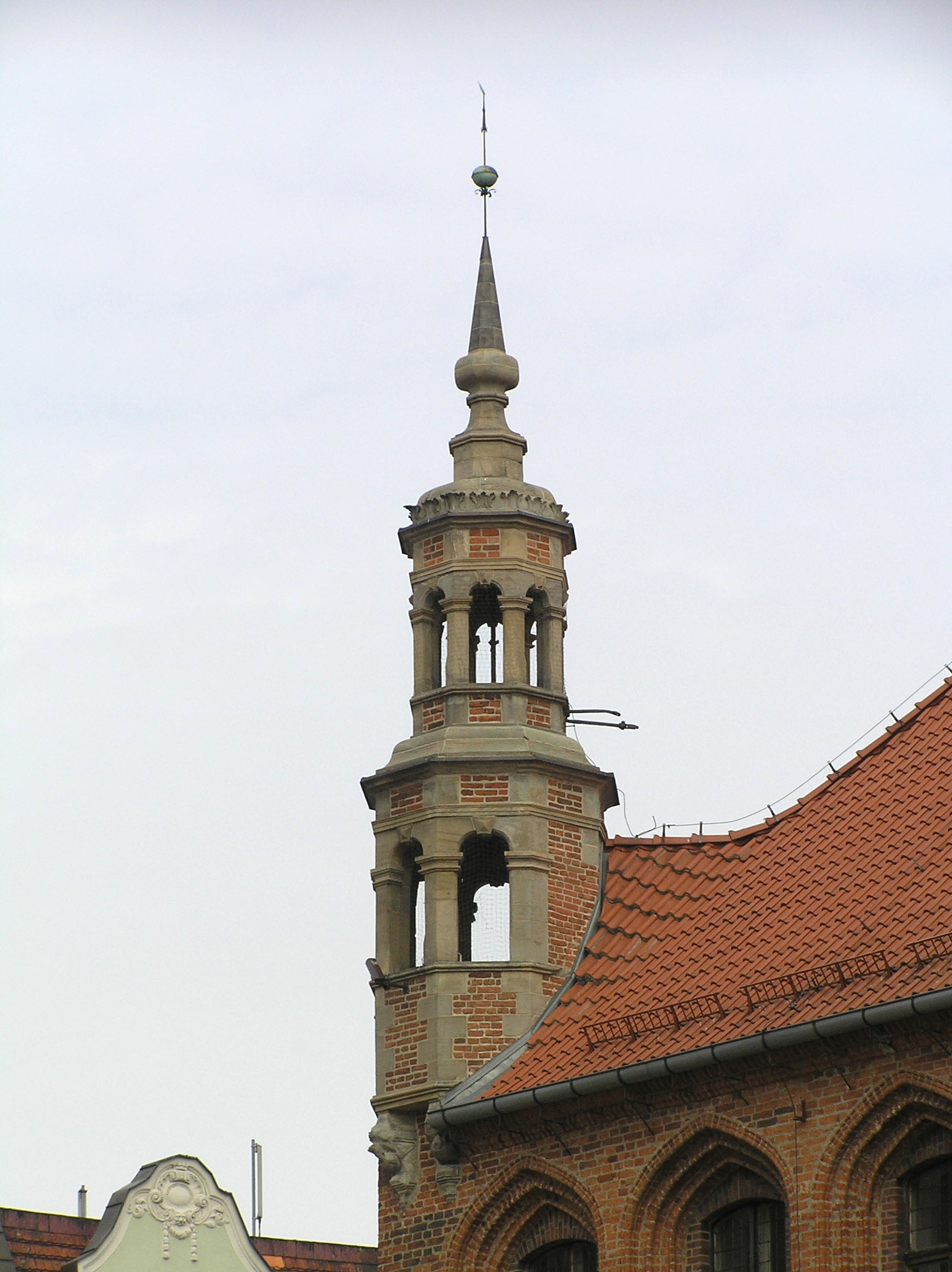
Torreta de esquina.

Vistas interiores
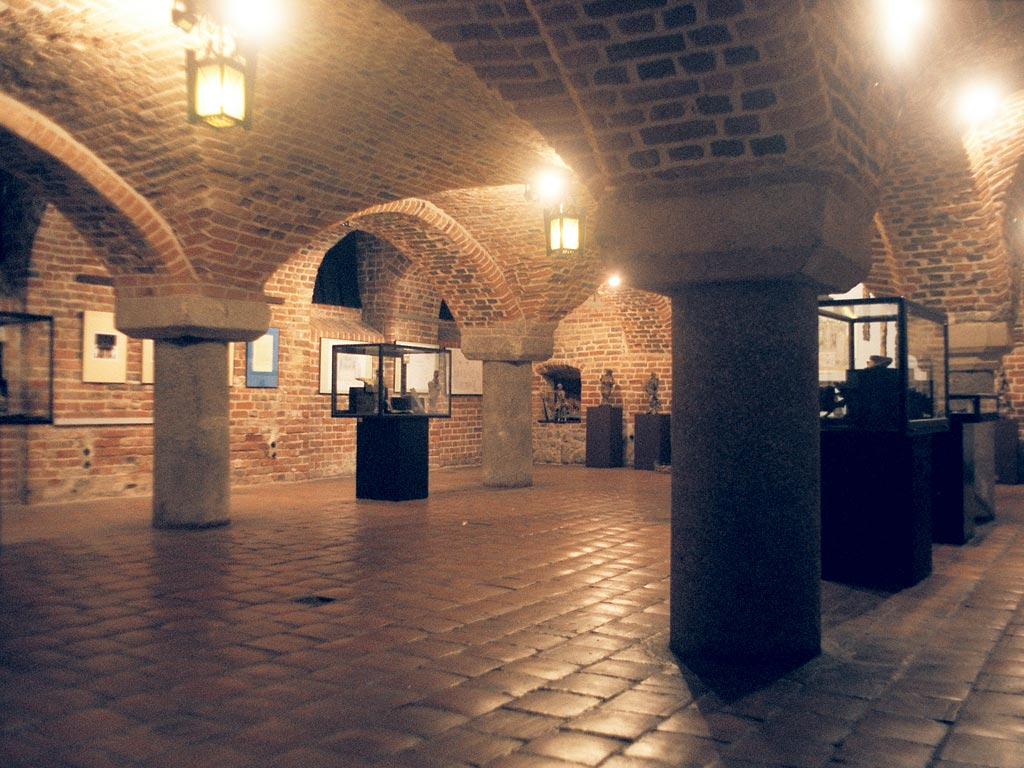
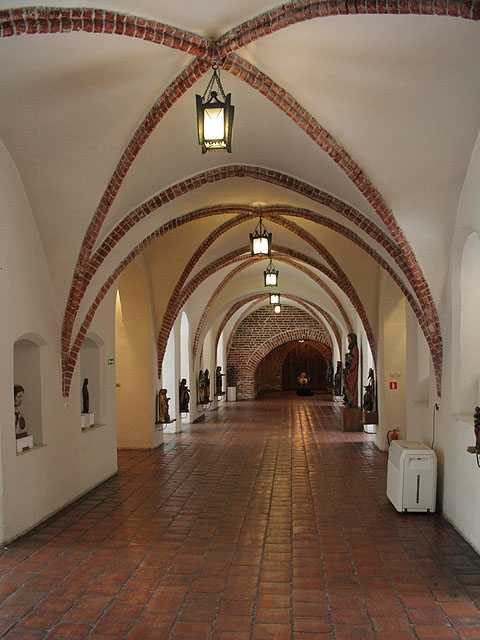
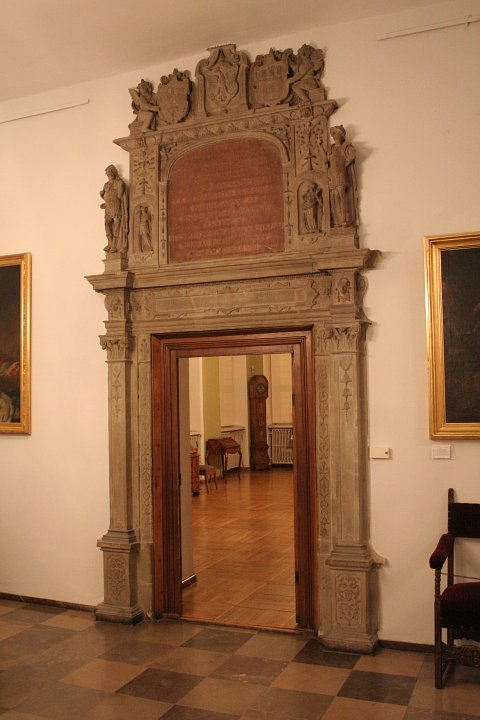
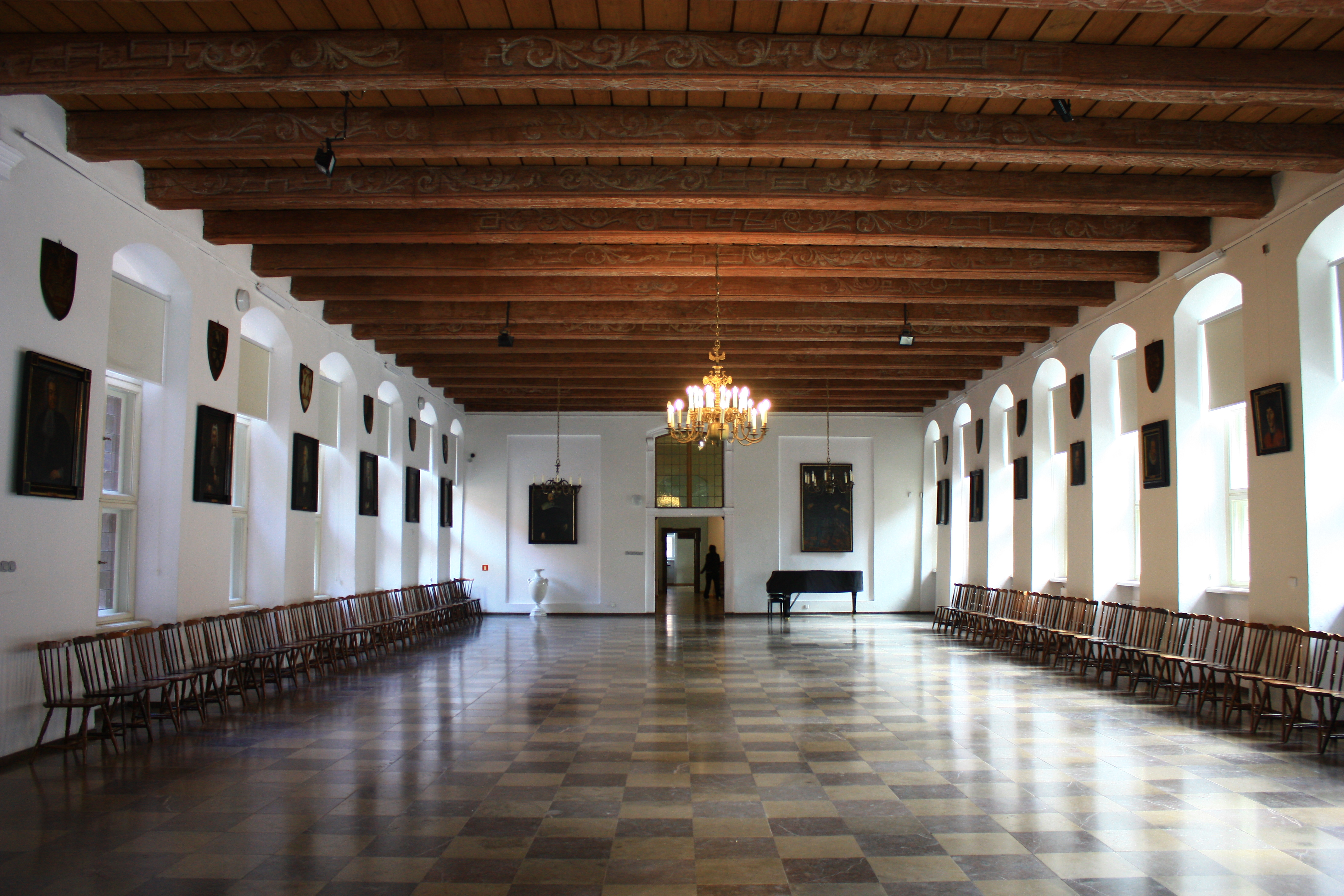
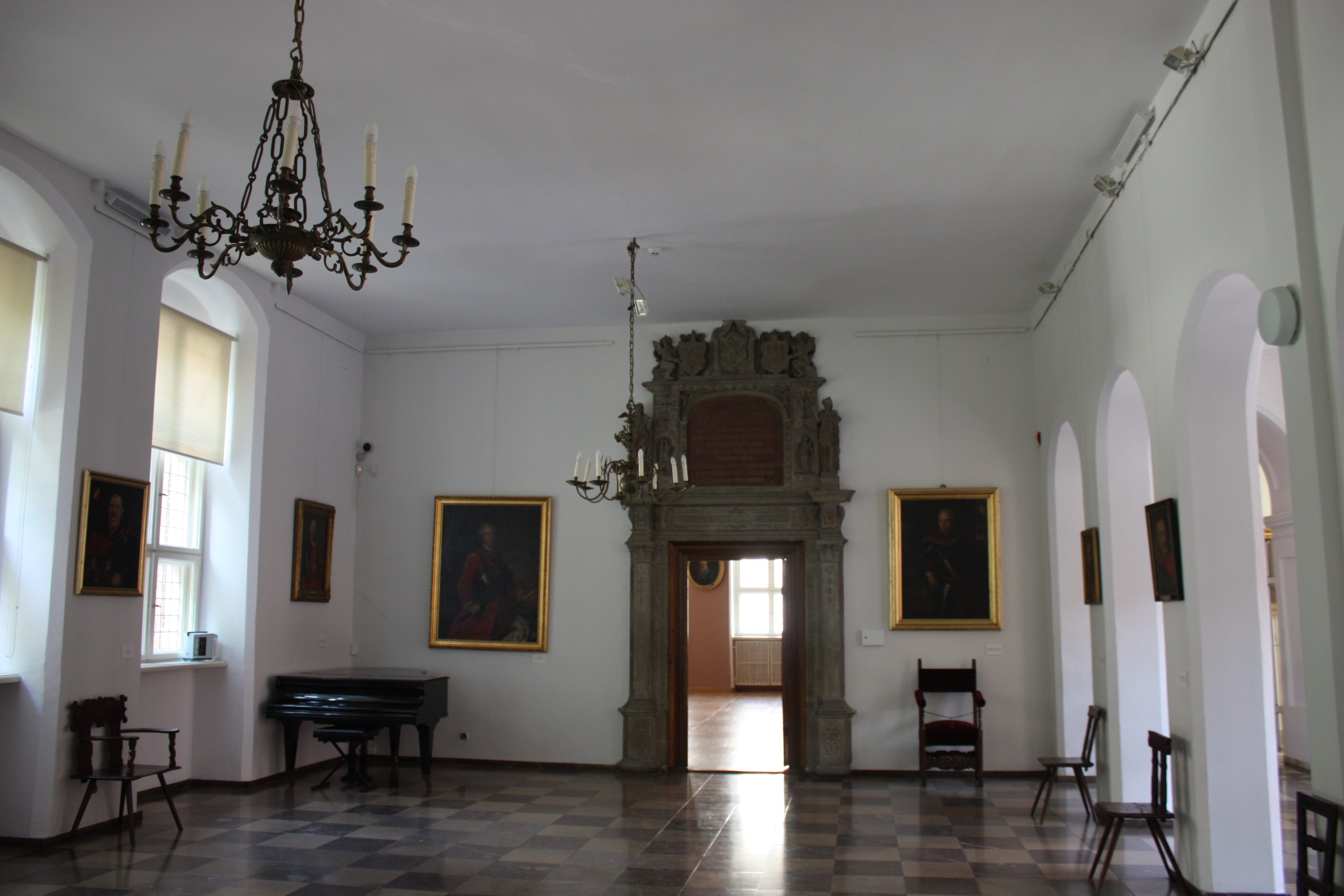
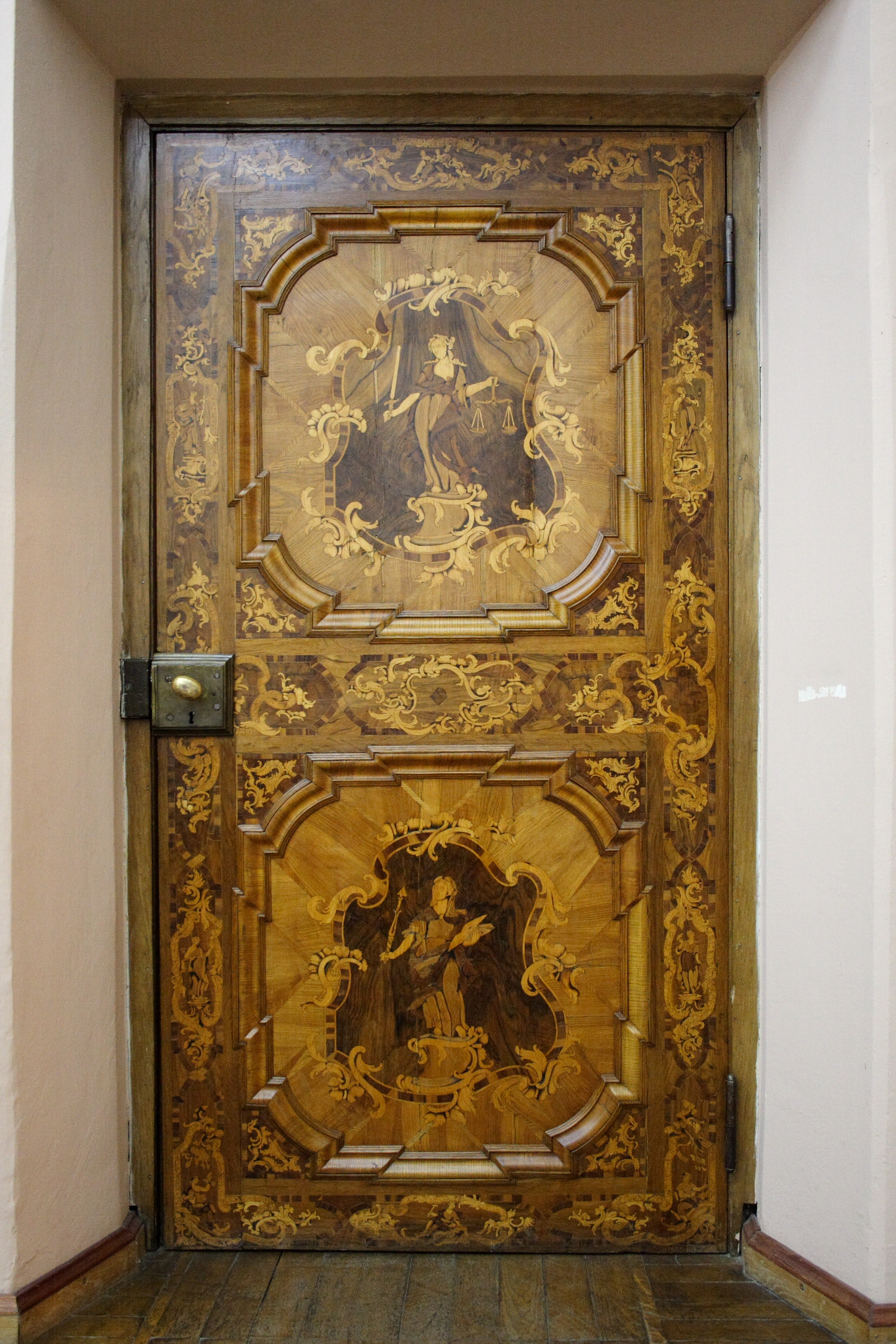